# Weeleus acutus
Weeleus acutus är en insektsart som först beskrevs av Walker 1853.  Weeleus acutus ingår i släktet Weeleus och familjen myrlejonsländor. Inga underarter finns listade i Catalogue of Life.